# 77.ª edición de los Premios Óscar
La 77.ª edición de los Óscar premió a las mejores películas de 2004. Organizada por la Academia de Artes y Ciencias Cinematográficas, tuvo lugar en el Teatro Kodak de Los Ángeles (Estados Unidos) el 27 de febrero de 2005.

## Candidaturas y ganadores
Clint Eastwood gana su segundo Óscar a la mejor dirección a los 74 años de edad,  lo que lo convierte en el ganador más longevo en dicha categoría, además es el primer actor en ganar por segunda vez el Óscar en la misma categoría. Con su última nominación y posterior derrota  por dirigir The Aviator,  Martin Scorsese se convirtió en ese entonces  en el quinto director  que junto con Robert Altman, Clarence Brown, Alfred Hitchcock  y King Vidor  son los directores en conseguir un mayor número de nominaciones al Óscar a mejor director sin ninguna victoria. Por su parte Jamie Foxx se convirtió en el segundo actor masculino  y  el décimo en general,  en conseguir dos nominaciones  en las categorías de  Mejor actor y Mejor actor de reparto en el mismo año por actuar en dos películas diferentes.  Por interpretar  a  Katharine Hepburn  en The Aviator,  Cate Blanchett se convirtió en la primera actriz en ganar la estatuilla por interpretar a una  actriz ganadora del Óscar. La canción Al otro lado del río del filme Diarios de Motocicleta se convirtió en la segunda canción con letra no inglesa en ganar el Óscar a la Mejor canción Original, la primera  en lograr esta hazaña fue la canción titular de la película griega "Never On Sunday" en 1960. Catalina Sandino Moreno se convirtió en la primera y hasta la fecha única actriz Colombiana en ser nominada en la categoría de Mejor actriz principal.

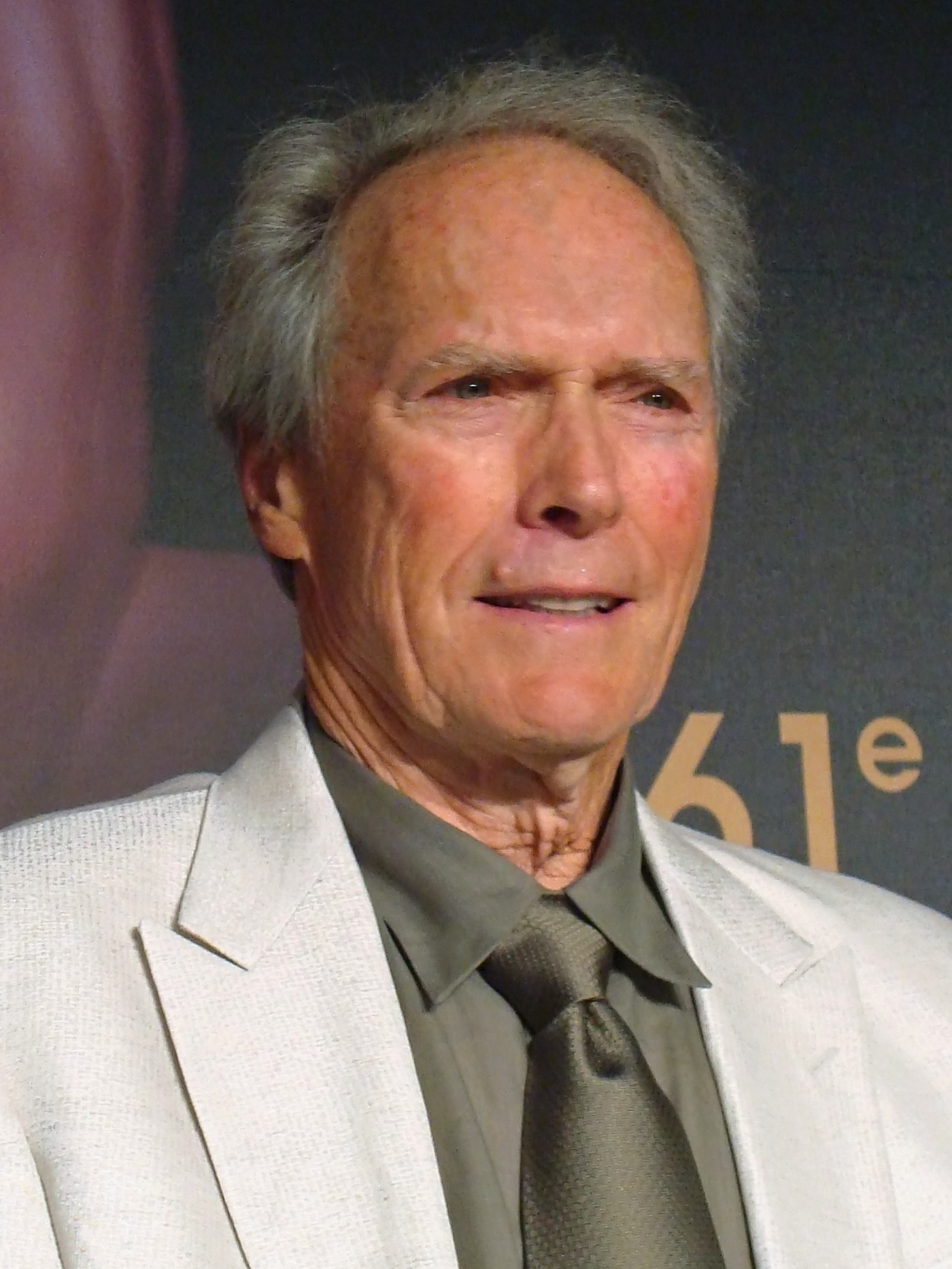
Clint Eastwood fue el ganador del Óscar al mejor director por Million Dollar Baby.

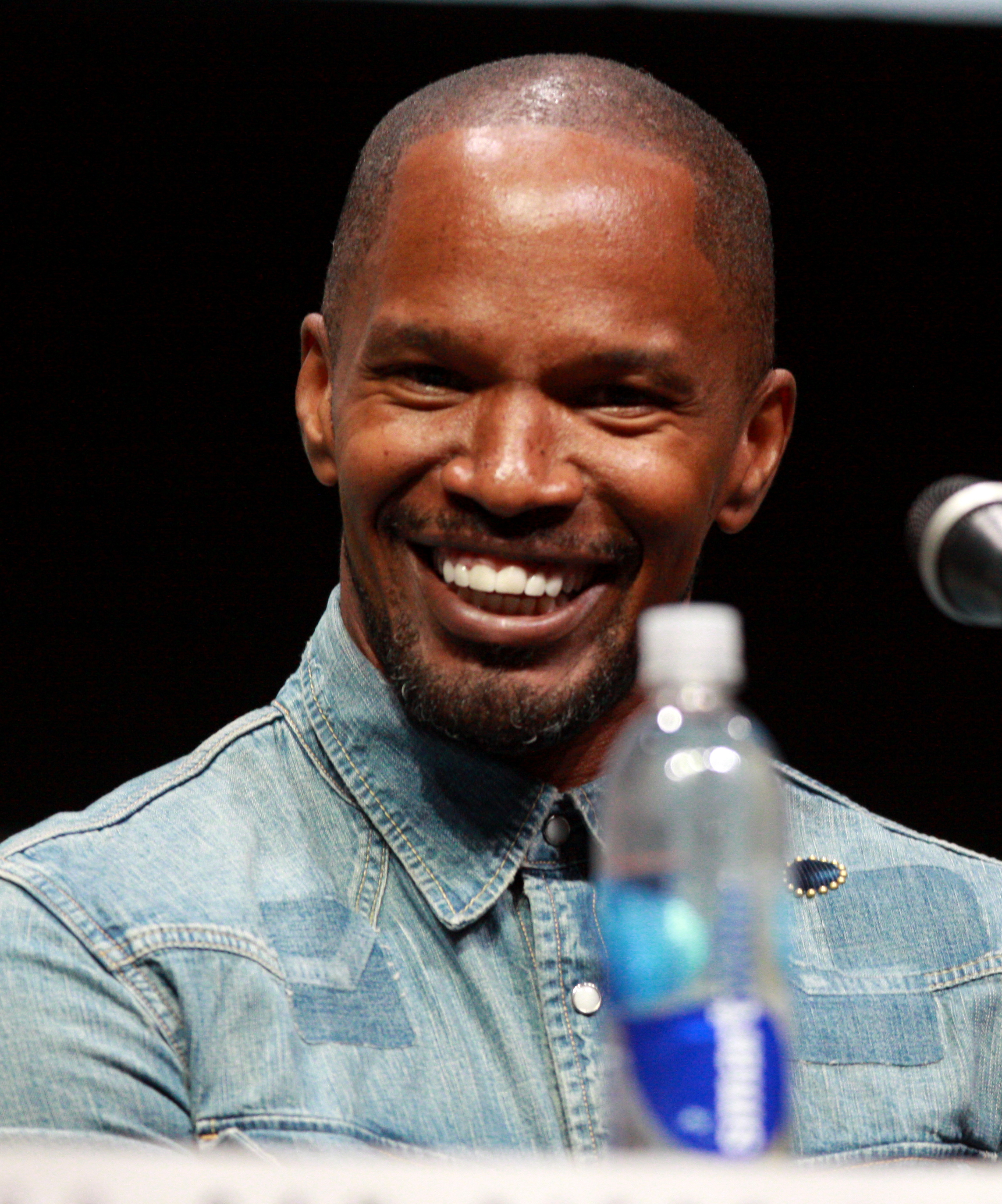
Jamie Foxx fue el ganador del Óscar al mejor actor por Ray.

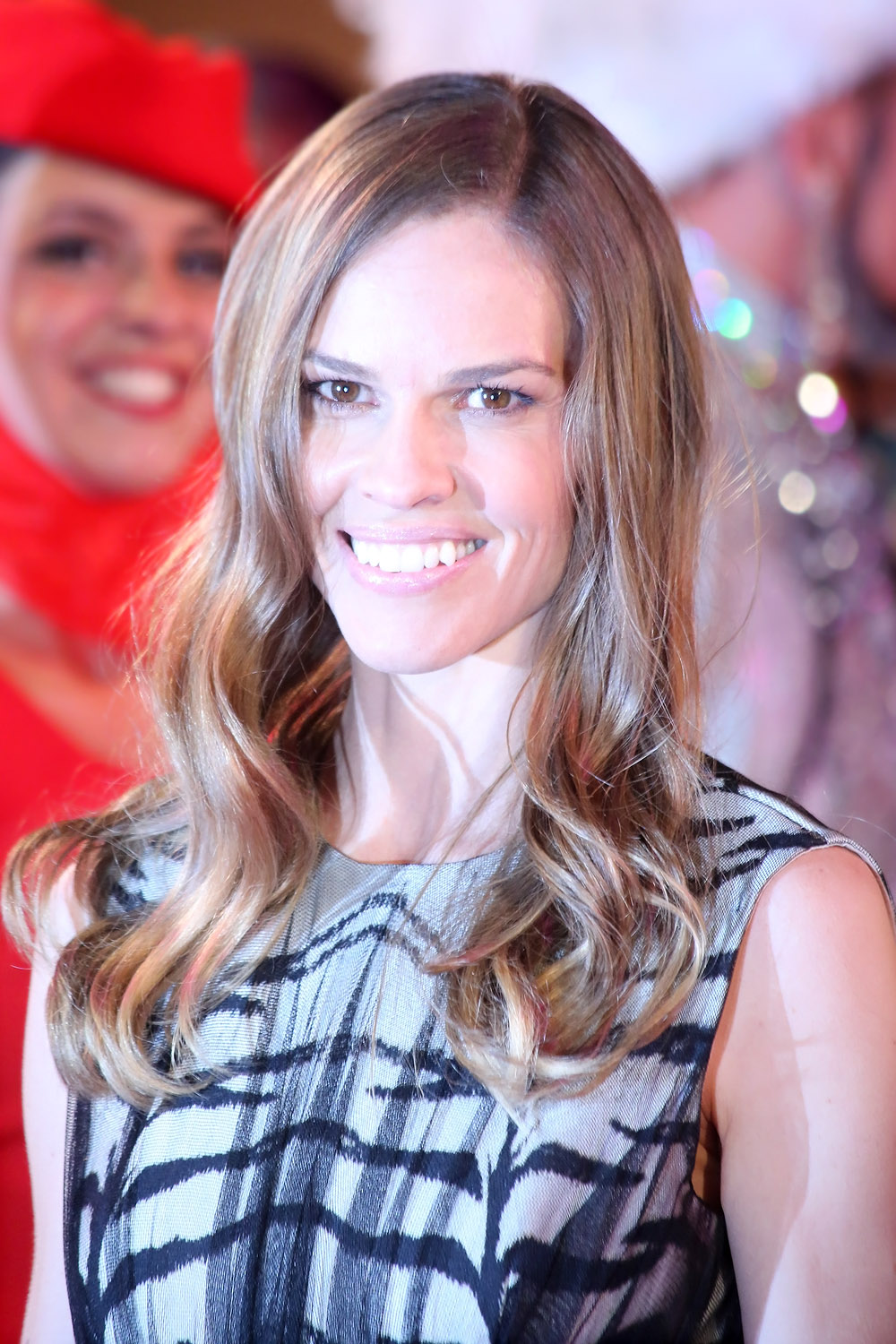
Hilary Swank fue la ganadora del Óscar a mejor actriz por Million Dollar Baby.

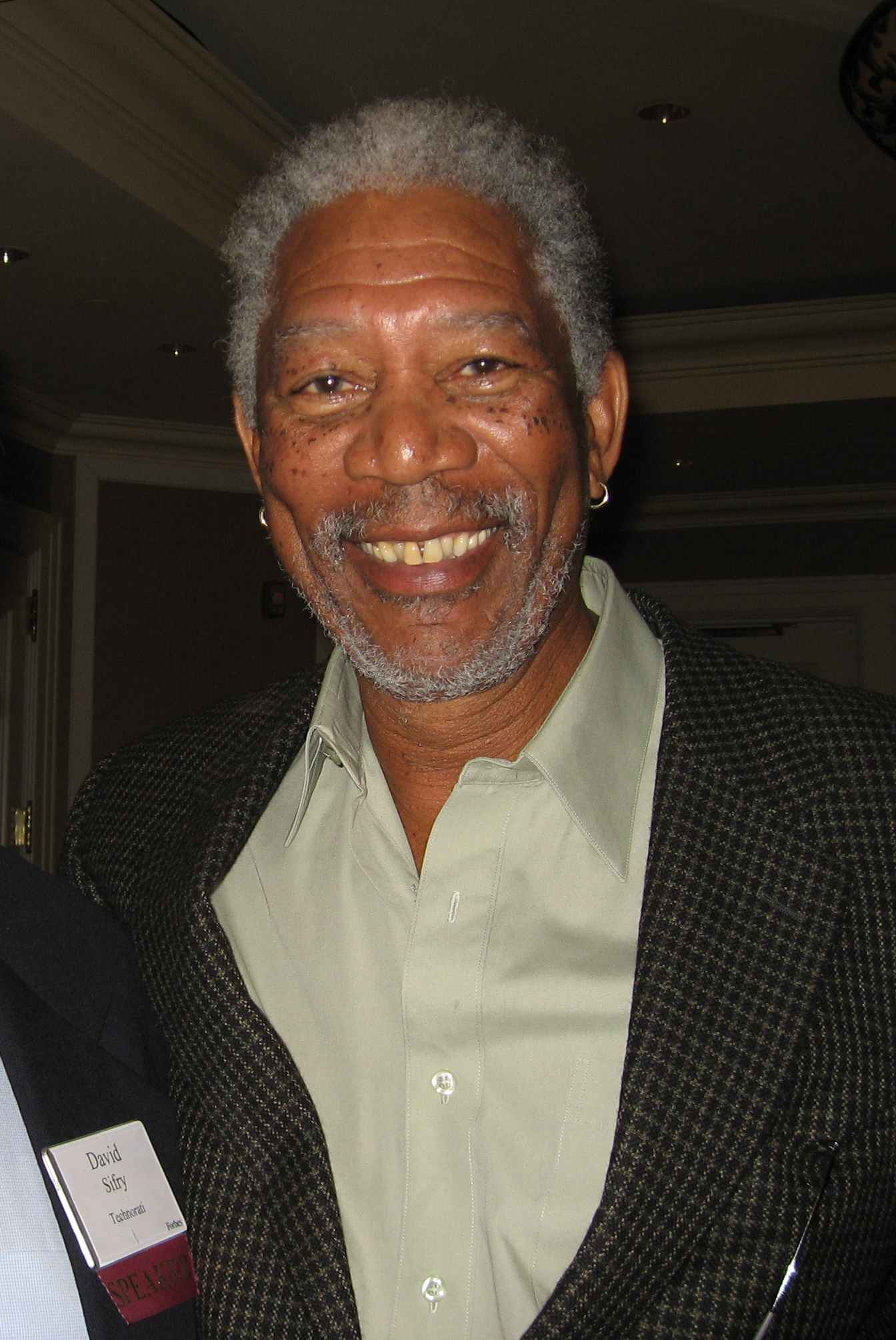
Morgan Freeman fue el ganador del Óscar a mejor actor de reparto por Million Dollar Baby.

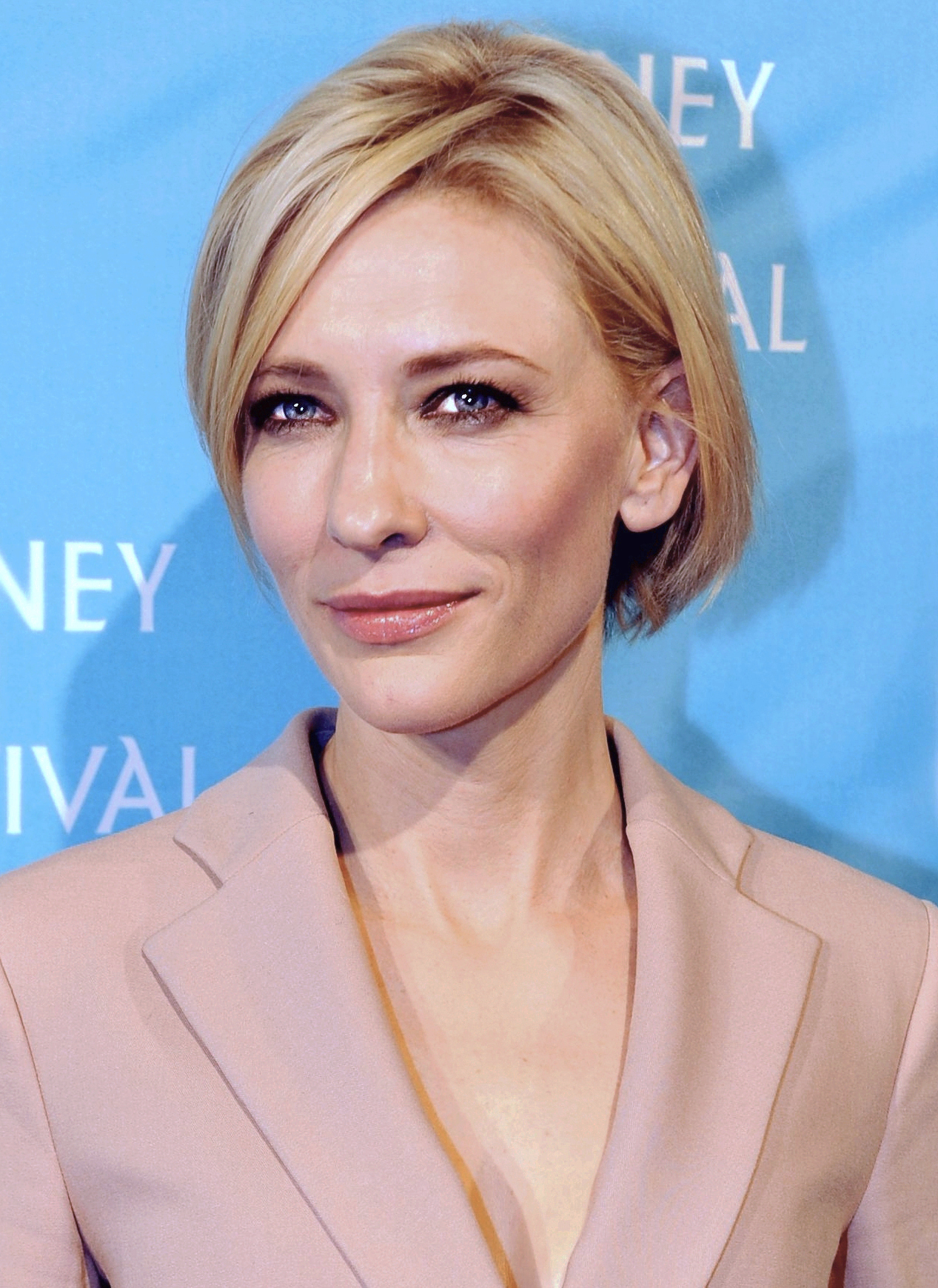
Cate Blanchett fue la ganadora del Óscar a la mejor actriz de reparto por El aviador.

 Indica el ganador dentro de cada categoría.
| Mejor película Presentado por: Dustin Hoffman y Barbra Streisand | Mejor director Presentado por: Julia Roberts |
| --- | --- |
| Million Dollar Baby — Clint Eastwood, Albert S. Ruddy y Tom Rosenberg | Clint Eastwood — Million Dollar Baby |
| - The Aviator (El aviador) — Graham King y Michael Mann. - Sideways (Entre copas) — Michael London - Finding Neverland (Descubriendo Nunca Jamás) — Richard N. Gladstein y Nellie Bellflower - Ray — Taylor Hackford, Howard Baldwin y Stuart Benjamin | - Taylor Hackford — Ray - Mike Leigh — Vera Drake (El secreto de Vera Drake) - Alexander Payne — Sideways (Entre copas) - Martin Scorsese — The Aviator (El aviador) |
| Mejor actor Presentado por: Charlize Theron | Mejor actriz Presentado por: Sean Penn |
| Jamie Foxx — Ray como Ray Charles | Hilary Swank — Million Dollar Baby como Margaret "Maggie" Fitzgerald |
| - Don Cheadle — Hotel Rwanda como Paul Rusesabagina - Johnny Depp — Finding Neverland (Descubriendo Nunca Jamás) como J. M. Barrie - Leonardo DiCaprio — The Aviator (El aviador) como Howard Hughes - Clint Eastwood — Million Dollar Baby como Frankie Dunn | - Annette Bening — Being Julia (Conociendo a Julia) como Julia Lambert - Catalina Sandino Moreno — María, llena eres de gracia como María Álvarez - Imelda Staunton — Vera Drake (El secreto de Vera Drake) como Vera Rose Drake - Kate Winslet — Eternal Sunshine of the Spotless Mind (Olvídate de mi) como Clementine Kruczynski |
| Mejor actor de reparto Presentado por: Renée Zellweger | Mejor actriz de reparto Presentado por: Tim Robbins |
| Morgan Freeman — Million Dollar Baby como Eddie "Scrap-Iron" Dupris | Cate Blanchett — The Aviator (El aviador) como Katharine Hepburn |
| - Alan Alda — The Aviator (El aviador) como senador Owen Brewster - Thomas Haden Church — Sideways (Entre copas) como Jack Cole - Jamie Foxx — Collateral como Max Durocher - Clive Owen — Closer como Larry Gray | - Laura Linney — Kinsey como Clara McMillen - Virginia Madsen — Sideways (Entre copas) como Maya Randall - Sophie Okonedo — Hotel Rwanda como Tatiana Rusesabagina - Natalie Portman — Closer como Alice Ayres/Jane Jones |
| Mejor guion original Presentado por: Samuel L. Jackson | Mejor guion adaptado Presentado por: Adam Sandler |
| Eternal Sunshine of the Spotless Mind (Olvídate de mi) — Charlie Kaufman, Michel Gondry y Pierre Bismuth | Sideways (Entre copas) — Alexander Payne y Jim Taylor basado en Sideways por Rex Pickett |
| - The Aviator (El aviador) — John Logan - Hotel Rwanda — Terry George y Kier Pearson - The Incredibles (Los Increíbles) — Brad Bird - Vera Drake (El secreto de Vera Drake) — Mike Leigh | - Before Sunset (Antes del atardecer) — Ethan Hawke, Julie Delpy y Richard Linklater basado en los personajes de Antes del amanecer - Diarios de motocicleta — José Rivera basado en Con el Che por América Latina por Alberto Granado y Notas de viaje por Che Guevara - Finding Neverland (Descubriendo Nunca Jamás) — David Magee basado en The Man Who Was Peter Pan de Allan Knee - Million Dollar Baby — Paul Haggis basado en Rope Burns: Stories From the Corner por F.X. Toole                                        |
| Mejor película de animación Presentado por: Robin Williams | Mejor película extranjera (de habla no inglesa) Presentado por: Gwyneth Paltrow |
| The Incredibles (Los Increíbles) — Brad Bird | Mar adentro (España) en español, catalán y gallego — Alejandro Amenábar |
| - Shark Tale (El espantatiburones) — Bill Damaschke - Shrek 2 — Andrew Adamson | - Så som i himmelen (Tierra de ángeles) (Suecia) en sueco — Kay Pollak - Der Untergang (El hundimiento) (Alemania) en alemán — Oliver Hirschbiegel - Les Choristes (Los chicos del coro) (Francia) en francés — Christophe Barratier - Yesterday (Sudáfrica) en zulú — Darryll Roodt |
| Mejor documental largo Presentado por: Leonardo DiCaprio | Mejor documental corto Presentado por: Natalie Portman |
| Los Niños del Barrio Rojo — Ross Kauffman y Zana Briski | Mighty Times: The Children's March — Robert Hudson y Robert Houston |
| - Ingen Numsil - Die Geschichte vom weinenden Kamel (La historia del camello que llora) — Luigi Falorni y Byambasuren Davaa - Super Size Me — Morgan Spurlock - Tupac: Resurrection — Lauren Lazin y Karolyn Ali - Twist of Faith — Kirby Dick y Eddie Schmidt | - Autism is the World — Gerardine Wurzburg - Hardwood — Hubert Davis y Erin Faith Young - Los niños de Leningradsky — Hanna Polak y Andrzej Celinski - Sister Rose's Passion — Oren Jacoby y Steve Kalafer |
| Mejor cortometraje Presentado por: Jeremy Irons | Mejor cortometraje animado Presentado por: Laura Linney |
| Wasp — Andrea Arnold | Ryan — Chris Landreth |
| - 7:35 de la mañana — Nacho Vigalondo - Everything in This Country Must — Gary McKendry - Little Terrorist — Ashvin Kumar - Two Cars, One Night — Taika Waititi y Ainsley Gardiner | - Birthday Boy — Sejong Park y Andrew Gregory - Gopher Broke — Jeff Fowler y Tim Miller - Guard Dog — Bill Plympton - Lorenzo — Mike Gabriel y Baker Bloodworth |
| Mejor banda sonora Presentado por: John Travolta | Mejor canción original Presentado por: Prince |
| Finding Neverland (Descubriendo Nunca Jamás) — Jan A.P. Kaczmarek | «Al otro lado del río» — Diarios de motocicleta; Música y Letra por Jorge Drexler |
| - Harry Potter and the prisoner of Azkaban (Harry Potter y el prisionero de Azkabán) — John Williams - The Passion of the Christ (La Pasión de Cristo) — John Debney - Lemony Snicket's A Series of Unfortunate Events (Una serie de catastróficas desdichas) — Thomas Newman - The Village (El bosque) — James Newton Howard | - «Accidentally in Love» — Shrek 2; Música por Adam Duritz, Charles Gillingham, Jim Bogios, David Immerglück, Matt Malley y David Bryson; Letra por Adam Duritz y Daniel Vickrey - «Believe» — The Polar Express; Música y Letra por Glen Ballard y Alan Silvestri - «Learn to Be Lonely» — The Phantom of the Opera (El fantasma de la ópera); Música por Andrew Lloyd Webber; Letra por Charles Hart - «Vois sur ton chemin» — Les Choristes (Los chicos del coro); Música por Bruno Coulais; Letra por Christophe Barratier |
| Mejor edición de sonido Presentado por: Penélope Cruz y Salma Hayek | Mejor sonido Presentado por: Penélope Cruz y Salma Hayek |
| The Incredibles (Los Increíbles) — Michael Silvers y Randy Thom | Ray — Scott Millan, Greg Orloff, Bob Beemer y Steve Cantamessa |
| - Spider-Man 2 — Paul N. J. Ottosson - The Polar Express — Randy Thom y Dennis Leonard | - The Aviator (El aviador) — Tom Fleischman y Petur Hliddal - The Incredibles (Los Increíbles) — Randy Thom, Gary A. Rizzo y Doc Kane - Spider-Man 2 — Kevin O'Connell, Greg P. Russell, Jeffrey J. Haboush y Joseph Geisinger - The Polar Express — Randy Thom, Tom Johnson, Dennis Sands y William B. Kaplan |
| Mejor dirección artística Presentado por: Halle Berry | Mejor fotografía Presentado por: Kate Winslet |
| The Aviator (El aviador) — Dirección artística: Dante Ferretti; Diseño de decorados: Francesca Lo Schiavo | The Aviator (El aviador) — Robert Richardson |
| - The Phantom of the Opera (El fantasma de la ópera) – Dirección artística: Anthony Pratt; Diseño de decorados: Celia Bobak - Finding Neverland (Descubriendo Nunca Jamás) — Dirección artística: Gemma Jackson; Diseño de decorados: Trisha Edwards - Lemony Snicket's A Series of Unfortunate Events (Una serie de catastróficas desdichas) — Dirección artística: Rick Heinrichs; Diseño de decorados: Cheryl A. Carasik - Un long dimanche de fiançailles (Largo domingo de noviazgo) — Dirección artística y Diseño de decorados: Aline Bonetto | - The Phantom of the Opera (El fantasma de la ópera) — John Mathieson - Shi mian mai fu (La casa de las dagas voladoras9 — Zhao Xiaodinge - The Passion of the Christ (La Pasión de Cristo) — Caleb Deschanel - Un long dimanche de fiançailles (Largo domingo de noviazgo) — Bruno Delbonnel |
| Mejor maquillaje Presentado por: Cate Blanchett | Mejor diseño de vestuario Presentado por: Pierce Brosnan y Edna Moda (voz por Brad Bird) |
| Lemony Snicket's A Series of Unfortunate Events (Una serie de catastróficas desdichas) — Valli O'Reilly y Bill Corso | The Aviator (El aviador) — Sandy Powell |
| - The Passion of the Christ (La Pasión de Cristo) — Keith Vanderlaan y Christien Tinsley - Mar adentro — Jo Allen y Manuel García | - Finding Neverland (Descubriendo Nunca Jamás) — Alexandra Byrne - Lemony Snicket's A Series of Unfortunate Events (Una serie de catastróficas desdichas) — Colleen Atwood - Ray — Sharen Davis - Troy (Troya) — Bob Ringwood |
| Mejor montaje Presentado por: Orlando Bloom y Kirsten Dunst | Mejores efectos visuales Presentado por: Jake Gyllenhaal y Zhang Ziyi |
| The Aviator (El aviador) — Thelma Schoonmaker | Spider-Man 2 — John Dykstra, Scott Stokdyk, Anthony LaMolinara y John Frazier |
| - Collateral — Jim Miller y Paul Rubell - Finding Neverland (Descubriendo Nunca Jamás) — Matt Chesse - Million Dollar Baby — Joel Cox - Ray — Paul Hirsch | - Harry Potter and the prisoner of Azkaban (Harry Potter y el prisionero de Azkabán) — Roger Guyett, Tim Burke, John Richardson y Bill George - I, Robot (Yo, robot) — John Nelson, Andrew R. Jones, Erik Nash y Joe Letteri |

### Óscar Honorífico
presentado por Al Pacino
- Sidney Lumet

### Óscar Humanitario
presentado por Martin Scorsese
- Roger Mayer

## In memoriam
Como cada año, la academia reconoce a todas aquellas personalidades que nos dejaron a lo largo del año. Por orden de aparición, los artistas que se muestran son: 
- Carl Anderson
- John Randolph
- Carrie Snodgress
- Mercedes McCambridge
- Frances Dee
- Paul Winfield
- Peter Ustinov
- Alan King
- Anna Lee
- Tony Randall
- Irene Manning
- Ronald Reagan
- Ray Charles
- Marlon Brando
- Isabel Sanford
- Jerry Goldsmith
- Virgina Grey
- John Drew Barrymore
- Fay Wray
- Elmer Bernstein
- Frank Thomas
- Russ Meyer
- Janet Leight
- Rodney Dangerfield
- Christopher Reeve
- Howard Keel
- Jerry Orbach
- Thelma White
- Ruth Warrick
- Virginia Mayo
- John Vernon
- Ossie Davis
- Arthur Miller

## Premios y nominaciones múltiples
| Película                                                                               | Candidaturas | Premios |
| -------------------------------------------------------------------------------------- | ------------ | ------- |
| The Aviator (El aviador)                                                               | 11           | 5       |
| Million Dollar Baby                                                                    | 7            | 4       |
| Ray                                                                                    | 6            | 2       |
| The Incredibles (Los Increíbles)                                                       | 4            | 2       |
| Finding Neverland (Descubriendo Nunca Jamás)                                           | 7            | 1       |
| Sideways (Entre copas)                                                                 | 5            | 1       |
| Lemony Snicket's A Series of Unfortunate Events (Una serie de catastróficas desdichas) | 4            | 1       |
| Spider-Man 2                                                                           | 3            | 1       |
| Eternal Sunshine of the Spotless Mind (Olvídate de mi)                                 | 2            | 1       |
| Diarios de motocicleta                                                                 | 2            | 1       |
| Mar adentro                                                                            | 2            | 1       |
| Vera Drake (El secreto de Vera Drake)                                                  | 3            | 0       |
| The Passion of the Christ (La Pasión de Cristo)                                        | 3            | 0       |
| Polar Express                                                                          | 3            | 0       |
| Hotel Rwanda                                                                           | 3            | 0       |
| The Phantom of the Opera (El fantasma de la ópera)                                     | 3            | 0       |
| Shrek 2                                                                                | 2            | 0       |
| Harry Potter and the prisoner of Azkaban (Harry Potter y el prisionero de Azkabán)     | 2            | 0       |
| Closer                                                                                 | 2            | 0       |
| Un long dimanche de fiançailles (Largo domingo de noviazgo)                            | 2            | 0       |
| Collateral                                                                             | 2            | 0       |